# Stade Rochelais
Stade Rochelais – profesjonalna drużyna rugby union z siedzibą w La Rochelle. Klub został założony w 1898 roku. W roku 2016 klub skrócił nazwę z Atlantique Stade Rochelais na Stade Rochelais.

## Stadion
Klub rozgrywa swoje mecze na Stade Marcel-Deflandre o pojemności 15 tys. osób. Stadion wziął swoją nazwę od prezesa Marcela Deflandra podczas którego prezesury połączono klub rugby union i rugby league podczas II wojny światowej we Francji Vichy.

## Sukcesy
- Mistrzostwa Francji:
  - finalista (2): 2021, 2023[3]
- Challenge Yves du Manoir:
  - zwycięzca (2): 2002, 2003
- European Rugby Champions Cup:
  - zwycięzca (2): 2022, 2023[4]
  - finalista (1): 2021
- European Rugby Challenge Cup:
  - finalista (1): 2019